# Йохан III (Бранденбург)
Йохан III „Пражки“ (на немски: Johann III., „der Prager“; * 1244, Прага; † 8 април 1268) от род Аскани, е маркграф на Бранденбург като сърегент от 1267 г. до смъртта си.

## Живот
Йохан е първият син на маркграф Ото III Благочестиви от Бранденбург († 9 октомври 1267) и на Беатриса (Божена Пршемисловна, † 25 май 1286), дъщеря на крал Венцеслав I от Бохемия и Кунигунда фон Хоенщауфен.
Йохан е роден и живее много години в Прага в двора на неговия чичо крал Отокар II, брат на майка му. След смъртта на баща му през 1267 г. той управлява Маркграфство Бранденбург, заедно с по-малките му братя Ото V „Дългия“, Албрехт III и Ото VI „Малкия“ и братовчедите му Йохан II, Ото IV „със стрелата“, Конрад I и Хайнрих I.
Йохан не е женен и няма деца. Той умира през 1268 г. по време на рицарски турнир.